# Darije Kalezić
Darije Kalezić (* 1. November 1969 in Pfäffikon ZH, Schweiz) ist ein ehemaliger bosnisch-schweizerischer Fußballspieler und heutiger -trainer. Er trainiert seit 2020 MVV Maastricht.

## Kindheit
Kalezićs jugoslawische Eltern arbeiteten in der Schweiz, als er in Pfäffikon ZH zur Welt kam. Noch im Kindesalter kehrte er mit seinen Eltern nach Jugoslawien zurück.

## Aktive Karriere
Darije Kalezićs' erster Klub war FK Velez Mostar. Von 1994 bis 2006 spielte er, abgesehen von einer einjährigen Unterbrechung, in den Niederlanden für den FC Den Bosch, RKC Waalwijk, AGOVV Apeldoorn und für VBV De Graafschap Doetinchem. Von 2002 bis 2003 spielte er dazwischen wieder für den FK Velez Mostar.

## Karriere als Trainer
Von 2006 bis 2008 war Kalezić Jugendtrainer bei VBV De Graafschap Doetinchem, von 2008 bis 2009 Co-Trainer der Profis. Von 2009 bis 2011 war er hauptverantwortlicher Trainer. 2011 war er für kurze Zeit Trainer beim belgischen Klub SV Zulte-Waregem. 2013 war er Trainer beim englischen Klub Stockport County. Von 2013 bis 2015 war er Trainer der zweiten Mannschaft der PSV Eindhoven, Jong PSV. Seit 2015 ist Kalezić Trainer bei Roda JC Kerkrade.